# Rock-A-Teens
Die Rock-A-Teens waren ein junges Sextett aus Richmond (Virginia). Ihr einziger Erfolg war das Stück Woo Hoo, das im Oktober 1959 in die Billboard Hot 100 aufgenommen wurde und sich dort zwölf Wochen halten konnte, beste Position war Platz 16.

## Werdegang
Begonnen hatte die Gruppe 1956 als Schüler-Band an der High School unter dem Namen Boo Walke & the Rockets. Leader war Vic Mizelle (Gesang, Gitarre), die anderen Mitglieder waren Bobby „Boo“ Walke (Gitarre), Bill Cook (Gitarre), Eddie Robinson (Saxophon), Paul Dixon (Bass) und Bill Smith (Schlagzeug). 
1959 spielte die Band George Donald McGraw vor, der ein Schallplattengeschäft und das Label Mart Records besaß. McGraw war besonders von einer Eigenkomposition der Gruppe beeindruckt, dem Rock-A-Teen Boogie. Umbenannt in Woo-Hoo, mit der B-Seite Untrue (ein Gesangsstück) wurde es im August 1959 auf einem Sub-Label von Mart Records (Doran 3515) veröffentlicht.
Da Arthur „Guitar Boogie“ Smith die Rock-A-Teens wegen der Urheberrechte verklagte, kaufte McGraw der Gruppe für ein paar hundert Dollar die Rechte an beiden Kompositionen ab, mit dem Argument, sie könnten dann nicht mehr verklagt werden. Auf der landesweiten Neuauflage der Platte von Roulette Records, New York (Roulette 4192) war auf beiden Seiten bereits G. D. McGraw als Autor eingetragen. 
Im Jahr 1959 erschien eine weitere Single von den Rock-A-Teens Twangy (Roulette Records R-4217)
Roulette veröffentlichte 1960 ein Album mit dem Titel Woo Hoo (Roulette SR-25109) mit sieben gesungenen und fünf instrumentalen Stücken. Untrue, die B-Seite ihrer erfolgreichen Single wurde allerdings ausgelassen, weil sie der Gruppe zu schlecht erschien. Die LP war damals ein kommerzieller Flop, ist aber inzwischen eine gesuchte Rarität für Fans, denn sie zeigt die Stärke der Gruppe als musikalisch ursprüngliche, „angriffslustige“ Garage Rock Band, Jahre, bevor dieses Genre als solches entdeckt wurde.
Der Song Woo Hoo erlebte sein Comeback in dem Film "Kill Bill" von Quentin Tarantino, gespielt von den The 5.6.7.8`s!